# Jacqueline Urbach
Jacqueline «Jacques» Urbach (* 10. November 1930 in Zürich; † 14. Dezember 2022 in Uster) war eine Schweizer Optikerin, Kontaktlinsenentwicklerin, Uhren- und Schmuckdesignerin und Unternehmerin. Sie gilt als Erfinderin der farbigen Kontaktlinse.

## Leben

### Kindheit und Jugend
Jacqueline Urbach wuchs in Zürich auf, wo die Eltern im Kreis 4 einen Kleiderladen betrieben. Die Umstände seien nicht wohlhabend gewesen. Als Kind habe Urbach Kasperli-Figuren gebastelt und damit Vorstellungen organisiert, zu denen sie 20 Rappen Eintritt kassierte. Ihr sei früh klar gewesen, dass sie Unternehmerin werden wolle. Dazu mögen auch die Eltern beigetragen haben, die zu ihr gesagt haben sollen: "Lieber isst du nur trockenes Brot und bist selbständig, als angestellt zu sein und ein Butterbrot zu essen."
Urbach wäre gerne Regisseurin beim Theater oder Film geworden, lernte aber auf Geheiss ihrer Mutter schliesslich den Beruf der Optikerin und besuchte die Minerva Handelsschule. Um Englisch zu lernen, wanderte sie mit 24 Jahren in die USA aus, wo auch ein Onkel von ihr lebte, und landete in New York.

### Studium und berufliche Jahre in den USA
Von 1954 bis 1955 studierte sie am Hunter College of the City University of New York. Nach drei Jahren zog sie nach Los Angeles, wo sie 1959 mit 4000 Dollar ihre erste Firma gründete, die Urbach Optical Company. Ausserdem studierte sie dort weiter am Santa Monica College von 1955 bis 1957 Kunst. Sie verkaufte Brillen und kam mit den Pionieren der Kontaktlinsen-Entwicklung in Kontakt. Vom Potenzial dieser Sehkorrekturen war sie sofort begeistert, kaufte sich eine Drehbank und entwickelte daran, bis sie etwas hatte, das einer Kontaktlinse glich. Danach habe sie in zwei Tagen eine Linse hergestellt. Dank dieser harten Kontaktlinsen habe sie das Geschäft ausbauen und 15 Mitarbeitende einstellen können. Die Urbach Optical Company firmierte im März 1962 zur Urocon International Inc. um, diese bestand bis Mai 1977.
1966 begegnete Urbach einer Frau mit braunen Augen und zwei winzigen gelben Flecken auf der Iris. Diese Goldpigmente wollte Urbach in ihre Linsen einbauen. Sie kaufte in einem Bastelladen Goldglimmer und bettete den Farbglitzer zwischen zwei Acrylschichten ein. Da sich ihre Produktionsstätte in der Nähe der Paramount Studios in Hollywood befand, erhielt sie immer wieder Anfragen und Aufträge für kosmetische Linsen. In erster Linie habe man aus braunen Augen blaue machen wollen. Dafür malte Urbach die Iris eines blauen Auges in mühseliger Handarbeit möglichst naturgetreu auf einer Linse nach. Das habe zwar spektakulär ausgesehen, aber unnatürlich gewirkt, und sich deshalb zwar für den Film, aber nicht für den Alltag geeignet. Omar Sharif im Film Lawrence of Arabia sei einer der ersten Schauspieler mit Urbachs blauen Linsen gewesen. Urbach liess die Idee patentieren. Zwischen 1967 und 1976 seien Urbach sechs Patente rund um die Entwicklung von Kontaktlinsen ausgestellt worden.
Zwischenzeitlich war allerdings das Verkaufspotenzial für weiche Linsen so stark gestiegen, dass Urbach die farbigen Linsen zur Seite legte und sich daran machte, ebenfalls ein weiches Linsenmaterial zu entwickeln. Weil ihr dafür das chemische Grundwissen fehlte, lieh sie in einer Bibliothek zehn Bücher zur Herstellung von Plastik aus und richtete sich ein Labor ein. Während Monaten habe sie 16 Stunden am Tag gearbeitet und schliesslich eine weiche Kontaktlinse herstellen können. Auch hier kam es zu einem Patent. Urbachs weiche Linsen gehörten zu den ersten, die überhaupt vertrieben wurden. Es folgen weitere Patente und sie wurde in die American Academy of Optometry aufgenommen.

### Berufliche Jahre in Europa
1969 gründete sie an der Seidengasse am Löwenplatz in Zürich das Urbach Contactlinsen Institut. In den nächsten zehn Jahren lebte sie zwischen ihrem Geschäft in der Schweiz und der Urocon International Inc. in den USA. 1974 veräusserte Urbach ihr Unternehmen in den USA an ein Konglomerat namens TRE, die Allergan Pharmaceutical; Allergan verkaufte es weiter über Nestlé und deren Tochter Alcon an die Ciba Vision, die zum Basler Pharmaunternehmen Novartis gehört. Damit sind auch alle Patente von Jacqueline Urbach heute im Besitz von Novartis und werden von der inzwischen im Novartis-Konzern geschaffenen Unternehmenseinheit aus Ciba Vision und Alcon in der Alcon Vision Care verwertet. 1979 kehrte sie definitiv in die Schweiz zurück.
2004 gründete Sohn Steven Urbach die Firma Discountlens, die mittlerweile der erfolgreichste Online-Kontaktlinsenhändler ist, 30 Mitarbeitende beschäftigt, ihren Sitz in Dübendorf hat und die Produkte auf sechs europäischen Märkten anbietet. Im Oktober 2005 gründete Jacqueline Urbach die Art+Design GmbH und fertigte und vertrieb unter dem Markennamen Jacqueline Urbach Luxusuhren in limitierter Auflage. Am 17. Februar 2006 präsentierte sie an der Inhorgenta Europa ihre erste Uhrenkollektion unter dem Namen Precious Inspiration. Bis im Februar 2007 erschuf Jacqueline Urbach in ihrer GmbH Skulpturen, Uhren und High-end-Schmuck. Sie ist mit vielen Designpreisen geehrt worden, unter anderem 2002 mit dem Designer of the year der American Jewelry Association. Sie lebte zuletzt in Forch.

### Gerichtliche Auseinandersetzungen
1992 meldete sich eine Anwaltskanzlei aus New York bei Urbach, die die Ciba Vision Novartis in einem Prozess verteidigte gegen die Anschuldigung, dass Ciba Vision ein Patent eines Wessely Jessen verletzt haben solle. Dieser verfügte über das Knapp-Patent, das dem ersten Patent von Urbach sehr ähnlich war. Allerdings stammte Urbachs Patent von 1968, Jessens aus dem Jahr 1984. Ciba Vision sei folgerichtig der Ansicht, das Knapp-Patent sei eine Kopie des Urbach-Patents und hätte nicht ausgestellt werden dürfen. Urbach flog in die USA, um vor Gericht auszusagen, aber dank ihrer Ausführungen kam es dann nicht mehr zu einer Gerichtsverhandlung und die Frage der Patente ruhte.
2002 kam es zu einem erneuten Gerichtsverfahren, diesmal in London. Mittlerweile hatte Ciba Vision Novartis Wessely Jessen aufgekauft und war damit in Besitz des Knapp-Patents, das von Cooper Vision verletzt worden sei. Cooper Vision lud nun seinerseits Urbach ein, beim Prozess als Zeugin aufzutreten, denn sie waren der Ansicht, das Knapp-Patent sei sowieso nicht gültig. Im September 2002 erhielt Urbach den definitiven Bescheid, dass das Knapp-Patent ungültig sei. Damit beruhen alle heute hergestellten Farblinsen auf dem Patent von Jacqueline Urbach. Allerdings gilt dies nur für Europa. Für den amerikanischen Markt einigten sich Novartis und Cooper Vision aussergerichtlich.

## Patente
Unter ihrem Namen wurden u. a. folgende Patente angemeldet:
- Erfindung eines Apparates zur verfeinerten Bearbeitung des Linsenrandes[13]
- farbige Kontaktlinse[4]
- hydrophiles Kontaktlinsenmaterial[10]

## Mitgliedschaften
Jacqueline Urbach war Mitglied in den folgenden Vereinigungen:
- American Board of Opticianry
- American Academy of Optometry
- International Academy of Opticianry
- Schweizer Optikerverband
- SME Society of Manufacturing Engineers
- Verband Schweizer Versandhandel